# 橋本象造
橋本 象造（はしもと しょうぞう、1894年（明治27年）1月31日 - 1973年（昭和48年）8月20日）は、日本の海軍軍人。最終階級は海軍少将。

## 略歴
和歌山県和歌山市出身。和歌山県立和歌山中学校より海軍兵学校第43期へ進んだ。水雷畑を歩み、海軍大学校（甲種25期）卒業後は、海軍省、軍令部の課長を務めるなど、海軍中央の要職を歴任した。軍令部第2部第4課長在任中に、日独伊三國間同盟条約締結問題で、第3課長柳本柳作と共に強硬な反対意見を表明したため、右翼から名指しで狙われている。その後総力戦研究に没頭した。
太平洋戦争末期に、天号作戦により沖縄に突入する戦艦大和以下の第二艦隊の燃料が問題になった。この時、連合艦隊参謀小林儀作大佐の要請を受け、呉鎮守府軍需部が管理していた帳簿外の燃料を提供することを承認したのが、呉鎮守府参謀長兼補給長であった橋本である。

## 人物像
海軍兵学校同期の高木惣吉によれば、橋本は後腐れの無い性格で、誰からも好まれた人物であったという。

## 年譜
- 1894年（明治27年）1月31日- 和歌山県和歌山市生
- 1912年（大正元年）9月9日- 海軍兵学校入校 入校時成績順位100名中第17位
- 1915年（大正4年）12月16日- 海軍兵学校卒業 卒業時成績順位96名中第15位・任 海軍少尉候補生・装甲巡洋艦「吾妻」乗組・練習艦隊近海航海出発 佐世保~仁川~旅順~大連~鎮海~舞鶴~鳥羽方面巡航
- 1916年（大正5年）4月3日- 帰着
  - 4月20日- 練習艦隊遠洋航海出発 香港~シンガポール~フリーマントル~メルボルン~シドニー~ウェリントン~オークランド~ヤルート~ポナペ~トラック~父島方面巡航 
  - 8月22日- 帰着
  - 8月25日- 戦艦「香取」乗組
  - 12月1日- 任 海軍少尉
- 1917年（大正6年）12月1日- 2等巡洋艦「津軽」乗組
- 1918年（大正7年）3月12日- 2等巡洋艦「明石」乗組
  - 12月1日- 任 海軍中尉
- 1919年（大正8年）3月1日- 3等駆逐艦「水無月」乗組
  - 9月25日- 装甲巡洋艦「八雲」乗組
- 1920年（大正9年）5月7日- 2等駆逐艦「楓」乗組
  - 12月1日- 海軍水雷学校普通科学生
- 1921年（大正10年）5月20日- 海軍砲術学校普通科学生
  - 12月1日- 任 海軍大尉・戦艦「生駒」分隊長
- 1922年（大正11年）4月15日- 軽巡洋艦「天龍」分隊長
  - 12月1日- 海軍水雷学校高等科第22期学生
- 1923年（大正12年）11月29日- 海軍水雷学校高等科首席修了
  - 12月1日- 1等駆逐艦「帆風」水雷長兼分隊長
- 1924年（大正13年）12月1日- 軽巡洋艦「川内」水雷長兼分隊長
- 1925年（大正14年）12月1日- 海軍大学校甲種第25期学生
- 1927年（昭和2年）11月29日- 海軍大学校甲種卒業 卒業成績順位20名中第6位
  - 12月1日- 任 海軍少佐・第6号駆逐艦長
- 1928年（昭和3年）8月1日- 2等駆逐艦「早苗」艦長
  - 12月10日- 第2艦隊水雷参謀
- 1929年（昭和4年）11月30日- 海軍省軍務局第2課
- 1932年（昭和7年）11月15日- 第2水雷戦隊水雷参謀
  - 12月1日- 任 海軍中佐
- 1934年（昭和9年）11月15日- 海軍軍令部出仕兼海軍省軍務局第2課
- 1935年（昭和10年）1月10日- 欧米各国出張
  - 9月9日- 帰朝
  - 10月15日- 海軍省艦政本部出仕
- 1936年（昭和11年）8月6日- 海軍軍令部出仕
  - 11月16日- 第1駆逐隊司令
- 1937年（昭和12年）12月1日- 任 海軍大佐・海軍軍令部第2部第4課長 兼大本営海軍参謀
- 1940年（昭和15年）11月10日- 海軍軍令部兼海軍省出仕
  - 11月15日- 海軍省兵備局第1課長
  - 12月28日- 兼 総力戦研究所員
- 1941年（昭和16年）12月3日- 兼 運輸部第1課長
- 1942年（昭和17年）10月20日- 免 運輸部第1課長
  - 12月26日- 海軍軍令部出仕
- 1943年（昭和18年）1月3日- 第3南遣艦隊司令部附
  - 1月11日- 第3南遣艦隊参謀長
  - 5月1日- 任 海軍少将
- 1944年（昭和19年）5月20日- 兼 同補給長
  - 7月27日- 海軍軍令部出仕
  - 9月7日- 呉鎮守府附
  - 9月10日- 呉鎮守府参謀長
  - 12月1日- 兼 同補給長
- 1945年（昭和20年）10月15日- 予備役編入
- 1947年（昭和22年）11月28日- 公職追放仮指定[2]。
- 1973年（昭和48年）8月20日- 死去 享年79

## 栄典
勲章
- 1944年（昭和19年）8月15日  - 勲二等瑞宝章[3]